# Ейлін Прінгл
Ейлін Прінгл (англ. Aileen Pringle), до шлюбу Бісбі (англ. Aileen Bisbee; 23 липня 1895 — 16 грудня 1989) — американська акторка німого кіно. Відзначена зіркою на Голлівудській алеї слави.

## Біографія
Ейлін Бісбі народилася в Сан-Франциско в заможній і відомій у місті сім'ї, завдяки чому отримала гарну освіту в Європі. У 1916 році вона стала дружиною багатого чиновника з Ямайки Чарльза Маккензі Прінга. 
Прінгл дебютувала як акторка в 1920 році, одну з перших ролей зіграла в короткометражці «Викрадені миті» з Рудольфо Валентіно. У 1924 році її подруга, британська романістка Елінор Глін, запросила акторку на головну роль в екранізацію свого твору «Три тижні», після чого кар'єра Прінгл стала стрімко розвиватися. У листопаді 1924 року Ейлін Прінгл була однією з гостей, поряд з Луеллою Парсонс, Чарлі Чапліном і Меріон Дейвіс, на яхті мільярдера Вільяма Рендольфа Герста «Онеіда», з нагоди дня народження режисера Томаса Інса. Захід завершився сумно: на наступний після дня народження день Інс був госпіталізований і через кілька днів помер. Хоча його смерть була викликана шлунково-кишковим захворюванням, преса підняла великий галас навколо цієї події, в якій опинилися замішані всі гості заходу, зокрема й Ейлін Прінгл.
В акторському середовищі Прінгл мало з ким спілкувалася, підтримуючи при цьому тісні дружні стосунки з визначними представниками літературного середовища. Серед її друзів були Карл Ван Вехта, Генрі Менкен, Руперт Гьюз і Джозеф Хергешейфер, через що преса охрестила її «улюбленицею інтелігенції». Прінгл також товаришувала з художником Ральфом Бартоном, і позувала для зображення Дороті в його ілюстраціях до новели «Джентльмени віддають перевагу блондинкам» Аніти Лус. 
Протягом 1920-х Ейлан Прінгл продовжувала багато зніматися, з'явившись в таких картинах, як «Олов'яні боги» (1926), «Дама з камеліями» (1926), «Тіло і душа» (1927), «Сон любові» (1928), «Люди мистецтва» (1928) і «Уолл Стріт» (1929). З початком ери звукового кіно студії почали шукати нових зірок для своїх фільмів, і кар'єра Прінгл почала згасати. Акторка перемістилася на ролі другого плану, з'явившись в подальшому в таких картинах, як «Джейн Ейр» (1934), «Дружина проти секретарки» (1936), «Нічого святого» (1937), «Жінки» (1939) і «Вони померли на своїх постах» (1941). 1944 року вона востаннє раз з'явилася на великому екрані, після чого завершила акторську кар'єру. 
Після розлучення з Чарльзом Маккензі Прінглом в 1926 році була в шлюбі з письменником Джеймсом М. Кейном (1944—1946).
Решту життя Ейлін Прінгл провела в достатку, проживаючи в Нью-Йорку, де в 1989 році померла у віці 94 років. 
Її внесок у кіноіндустрію США відзначений зіркою на Голлівудській алеї слави.

## Вибрана фільмографія
- 1920 — Викрадені миті
- 1924 — Дружина кентавра / The Wife of the Centaur
- 1929 — Самотній чоловік / A Single Man